# 2002 في الكويت

## المناصب
- أمير الدولة : جابر الأحمد الصباح
- رئيس الوزراء وولي العهد: سعد العبد الله السالم الصباح

## مواليد
- ضاري الرشدان، ممثل كويتي.

## وفيات
- عبد العزيز النمش - ممثل
- يوسف المطرف - مطرب